# Lobi
Lobi（ロビー）は、株式会社カヤックによるゲームコミュニティーサービス。旧名称は「ナカマップ」。正式名称は「Lobi -チャット＆ゲームコミュニティ-」。ゲーム開発者向けにも「Lobi SDK」と称したツールも公開している。2022年6月1日に株式会社ナナメウエが運営するYay!と統合されることが発表された。

## 概要
ゲームプレイヤーが集まるコミュニティーを提供するアプリであり、攻略情報の共有やフレンド募集などに使える公開チャットの他、特定のメンバーとのやりとりも行えるとされる。

## Lobi SDK
SDKは、ソフトウェアの開発を支援するツールのセット。詳細はソフトウェア開発キットを参照。

### Lobi チャット SDK
攻略情報の共有やフレンド募集などに使えるLobiチャットをゲーム内に提供するためのSDK。ゲーム継続率の向上に繋がるとされる。

### Lobi ランキング SDK
ゲーム内にプレイヤー同士が競い合うランキング機能を提供するSDK。ランキングには総合ランキング、週間ランキング、日間ランキングの種類がある他、順位変動の通知なども提供される。

### Lobi REC SDK
ゲーム中の画面を録画し、LobiコミュニティーをはじめYouTube、ニコニコ動画、その他SNSや動画投稿サイトへ公開できるもの。iPhoneではUnity・Cocos2d・Cocos2d-xに、AndroidではUnity・Cocos2d-xに対応している。